# Вулиця Милятинська
Ву́лиця Ми́лятинська — вулиця в Личаківському районі Львова, у місцевості Знесіння. Пролягає від вулиці Ковельської до вулиці Гамалії.
Прилучаються вулиці Падури, Корейська, Зубрицького, Галечко та Пинська.

## Історія та забудова
Виникла у першій третині XX століття, у 1938 році отримала назву вулиця Сулимирської, на честь Феліції Сулимирської, учасниці україно-польської війни. Сучасну назву вулиця отримала у 1950 році, ймовірно, на честь села Милятин у Городоцькому районі Львівської області.
Вулиця має типову для Нового Знесіння забудову: суміш одно- і двоповерхових будинків 1930-х років у стилі конструктивізму, двоповерхових будинків барачного типу 1950-х років і сучасних приватних садиб.

## Видатні мешканці
У будинку № 4 у 1945—1946 роках містилася конспіративна квартира Романа Шухевича (генерала Чупринки), головнокомандувача УПА. На згадку про це 21 листопада 2017 року на вулиці Ковельській, біля початку вулиці Милятинської, відкрили пам'ятний знак Роману Шухевичу.